# دانشگاه زنان سونگ‌شین
دانشگاه زنان سونگ‌شین (انگلیسی: Sungshin Women's University؛‏ کره‌ای: 성신여자대학교) یک دانشگاه خصوصی دخترانه در سونگ‌بوک گو، سئول، کره جنوبی است. این دانشگاه در سال ۱۹۳۶ توسط لی سوک چونگ تأسیس شد.
این دانشگاه شامل ده کالج و پنج دانشکده تحصیلات تکمیلی است که در مجموع حدود ۱۲۰۰۰ دانشجو ثبت نام می‌کند.

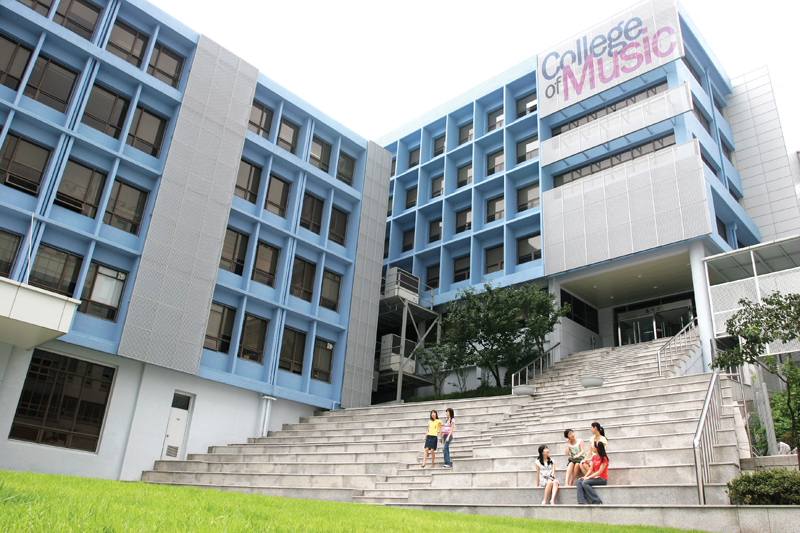
کالج موسیقی

## فارغ‌التحصیلان برجسته

### هنرمندان
- گونگ سونگ یون، بازیگر
- گو هارا، بازیگر و خواننده (کارا)
- لی سه یونگ، بازیگر
- یون چه کیونگ، خواننده (ایپریل)
- یوجو، خواننده (جی‌فرند)
- کیم یون آه، خواننده
- هیولین، خواننده (سیستار)
- سویو، خواننده (سیستار)
- شین دو هیون، بازیگر

### ورزشکاران
- جانگ می ران، برنده مدال طلا در بازی‌های المپیک تابستانی ۲۰۰۸ (وزنه‌برداری)
- نام هیون هی، برنده مدال نقره بازی‌های المپیک تابستانی ۲۰۰۸ (شمشیربازی)